# Stöckel Rammschussjäger
O Stöckel Rammschussjäger foi um projecto alemão para uma aeronave suicida. Seria um interceptor alimentado por um motor ramjet/foguete e no nariz da aeronave estaria uma carga explosiva. A aeronave iria assim embater contra a aeronave inimiga, sacrificando o piloto e a aeronave.